# Rue Jorge-Semprún
La rue Jorge-Semprún est une voie du 12e arrondissement de Paris.

## Situation et accès
La rue Jorge-Semprún est une voie de desserte qui a la particularité de débuter aux nos 19-21 rue du Charolais et de se terminer aux nos 62-74 de cette même rue.
Elle est desservie par la ligne de métro 6 à la station Dugommier.
Voies rencontrées
La rue Jorge-Semprún rencontre les voies suivantes :
- rue du Charolais ;
- rue Anna-Jaclard ;
- rue Simone-Iff ;
- place Gertrude-Stein

## Origine du nom
Cette voie porte le nom de l'écrivain, scénariste, résistant, républicain, rescapé des camps de la mort et homme politique espagnol Jorge Semprún (1923-2011).

## Historique
Cette voie a été ouverte et a reçu sa dénomination actuelle en 2013 dans la zone d'aménagement concerté Charolais-Rotonde (délimitée par la rue de Rambouillet et la rue du Charolais au nord et à l'est et par le réseau de voies ferrées de la gare de Lyon au sud et à l'ouest), à l'emplacement de l'ancien dépôt du  Charolais,  après l'acceptation d'un vœu déposé durant les séances du Conseil de Paris des 11 et 12 juillet 2011,,.

## Bâtiments remarquables et lieux de mémoire
- no 51 : Conservatoire Paul Dukas